# Касони (Ђенова)
Касони је насеље у Италији у округу Ђенова, региону Лигурија.
Према процени из 2011. у насељу је живело 87 становника. Насеље се налази на надморској висини од 1021 м.